# Diomansy Kamara
Diomansy Mehdi Moustapha „Joe“ Kamara (* 8. listopadu 1980 Paříž, Francie) je senegalský fotbalista narozený ve Francii, který v současnosti nastupuje za Fulham.

## Klubová kariéra
Kamara začal profesionální kariéru v Red Star Paris a o sezonu později přestoupil do Catanzara. V srpnu 2004 přestoupil do Portsmouthu za 2,5 milionu liber, kde se však neprosadil a o sezonu později přestoupil do West Bromwiche za 1,5 milionu liber, kde debutoval v srpnu 2005 proti Manchesteru City, když v 60. minutě střídal Nwankwa Kanua. V červenci roku 2007 Kamara přestoupil do Fulhamu za 6 milionů liber, za který zaznamenal mnoho důležitých gólů, trefil se třeba i v evropské lize proti CSKA Sofia. Tu stejnou sezonu však v zimě odešel na hostování do Celticu, kam přišel na hostování také Robbie Keane, se kterým vytvořil výbornou útočnou dvojici. Ale ani toto k titulu ve Skotsku nevedlo a Celtic skončil druhý.